# Odafe Okolie
Odafe Onyeka Okolie (6 giugno 1985) è un ex calciatore nigeriano, di ruolo attaccante.

## Carriera
Giocando principalmente come punta centrale, Okolie ha vinto per quattro volte consecutivamente il titolo di capocannoniere della I-League (2006-2007, 2007-2008, 2008-2009 e 2009-2010).

## Palmarès

### Club

#### Competizioni nazionali
- I-League: 1

Churchill Brothers: 2008-2009